# Шабердино
Шабердино́ — деревня в Завьяловском районе Удмуртии, административный центр Шабердинского сельского поселения. Расположено в 14 км к северо-западу от центра Ижевска. Соединяется с Ижевском Шабердинским трактом.

## История
До революции Шабердино входило в состав Сарапульского уезда Вятской губернии. По данным десятой ревизии в 1859 году в 31 дворе казённой деревни Вуко-Чудзя при ключе Валзели проживало 262 человека.
В 1920 году деревня входит во вновь образованную Вотскую АО, становится центром Шабердинского сельсовета.
В 1994 году сельсовет преобразуется в Шабердинскую сельскую администрацию, а в 2005 в Муниципальное образование «Шабердинское» (сельское поселение).

## Экономика и социальная сфера
Главным предприятием деревни является ООО СХП «Леон», созданное в результате объединения обанкротившихся предприятий ОАО «Шабердинское» и ООО «Урал». ОАО «Шабердинское», в свою очередь, было создано на базе одноимённого совхоза.
В Шабердино работают МОУ «Шабердинская средняя общеобразовательная школа», МДОУ «Шабердинский детский сад», МУЧ «Культурный комплекс „Шабердинский“», клуб.

## Улицы
- 40 лет Победы улица
- Гагарина улица
- Дачная улица
- Клубная улица
- Комсомольская улица
- Мельничная улица
- Мира улица
- Садовая улица
- Советская улица
- Тихая улица
- Центральная улица
- Школьная улица
- Южная улица